# Temelucha cassiana
Temelucha cassiana är en stekelart som beskrevs av Dasch 1979. Temelucha cassiana ingår i släktet Temelucha och familjen brokparasitsteklar. Inga underarter finns listade i Catalogue of Life.